# 鹵泛群
卤泛群（又名卤泛曲林、氯氟菲醇）是一种用于治疗疟疾的药物， 其主要结构是含有取代基的菲，与抗疟药奎宁和苯芴醇有关。卤泛群从未用于预防疟疾，因为其作用机理未知，尽管晶体学研究表明它在体外可与血红素结合，提示是其可能的作用机制。卤泛群也被证明可以与天冬氨酸蛋白酶结合，这是一种疟原虫独有的血红蛋白降解酶。
卤泛群是由药物化学家William Colwell领导的团队于1965年至1975年在史丹福国际研究中心为沃尔特•里德陆军研究所开发的。

## 不良反应
卤泛群可引起腹痛，腹泻，呕吐，皮疹，头痛，瘙痒和肝转氨酶升高。
据报道可能与心脏毒性有关。最危险的副作用是心律失常：引起显着的QT延长，甚至在标准剂量下也能看到这种副作用。因此，患有心脏传导缺陷的患者不宜使用，不应与甲氟喹合用。 2009年的一项调查表明，正确的方式使用该药物是安全的。
卤泛群与葡萄柚汁混合是危险的。葡萄柚汁作用机制是抑制CYP3A4，CYP3A4是卤泛群代谢并将其从体内消除所必需的。没有CYP3A4，卤泛群的水平将在体内变得有毒。

## 药理学
卤泛群的作用机制尚不清楚。卤泛群的吸收不稳定，与脂肪食物一起服用时会增加。由于担心由于卤泛群在血液中水平增加而引起的毒性，应该空腹服用卤泛群。 
血浆水平在16小时达到峰值，药物的半衰期约为4天。